# La noche cromática
La noche cromática fue un programa emitido en la radio pública española Radio Clásica de Radio Nacional de España.
El programa, dirigido y presentado en directo por el compositor Jacobo Durán-Loriga y la musicóloga María Santacecilia, comenzó sus emisiones en 2004.
El diverso contenido de La noche cromática incluía el análisis de la actualidad musical, entrevistas, programas participativos, pequeños ciclos musicales, secciones didácticas como «la pregunta con respuesta», etc. El programa destacaba por la explicación de las diversas obras musicales que emitía, contrastando los diferentes estilos y fases históricas de la música docta.
Cesó sus emisiones el 29 de agosto de 2008.